# Universidad de Shoin
La ”Universidad Shoin” ( 松荫大学 Shoin Daigaku ??) es una universidad privada ubicada en prefectura de Kanagawa, Japón. Fue fundada en 1941 bajo el nombre de la academia femenino de Shoinr , y se ganó el estatus de universidad en el año 2000.  Fue originalmente una academia femenino, volviéndose mixta en 2004.
Su lema es «El conocimiento como acción».

## Facultades y Departamentos

### Programa de Pregrado
- Facultad de Administración de Empresas y Cultura Corporativa 
  - Departamento de Economía y Finanzas
  - Departamento de Empresas y Derecho
  - Departamento de Gestión de Empresas
- Facultad de Comunicación y Cultura 
  - Departamento de Cultura y Comunicación de Japón
  - Departamento de Comunicación Intercultural
  - Departamento de Psicología para la vida cotidiana
- Facultad de Turismo, Medios de Comunicación y Estudios Culturales 
  - Departamento de Turismo y Estudios Culturales
  - Departamento de Medios, Comunicación y Estudios de la Información

### Programa de Postgrado
- Escuela de Graduados de Negocios

## Alumnos famosos
- Izumi Sakai - Cantante, La artista femenina más vendido de la década de 1990